# لی اون-سیل
لی اون-سیل (انگلیسی: Lee Eun-sil؛ زادهٔ ۲۵ دسامبر ۱۹۷۶) بازیکن تنیس روی میز اهل کره جنوبی است.